# Ульяновская областная библиотека для детей и юношества имени С. Т. Аксакова
Ульяновская областная библиотека для детей и юношества имени С. Т. Аксакова — областное государственное бюджетное учреждение культуры. Одна из крупных библиотек России подобного типа. Расположена: г. Ульяновск, улица Минаева, д. 48.

## История библиотеки

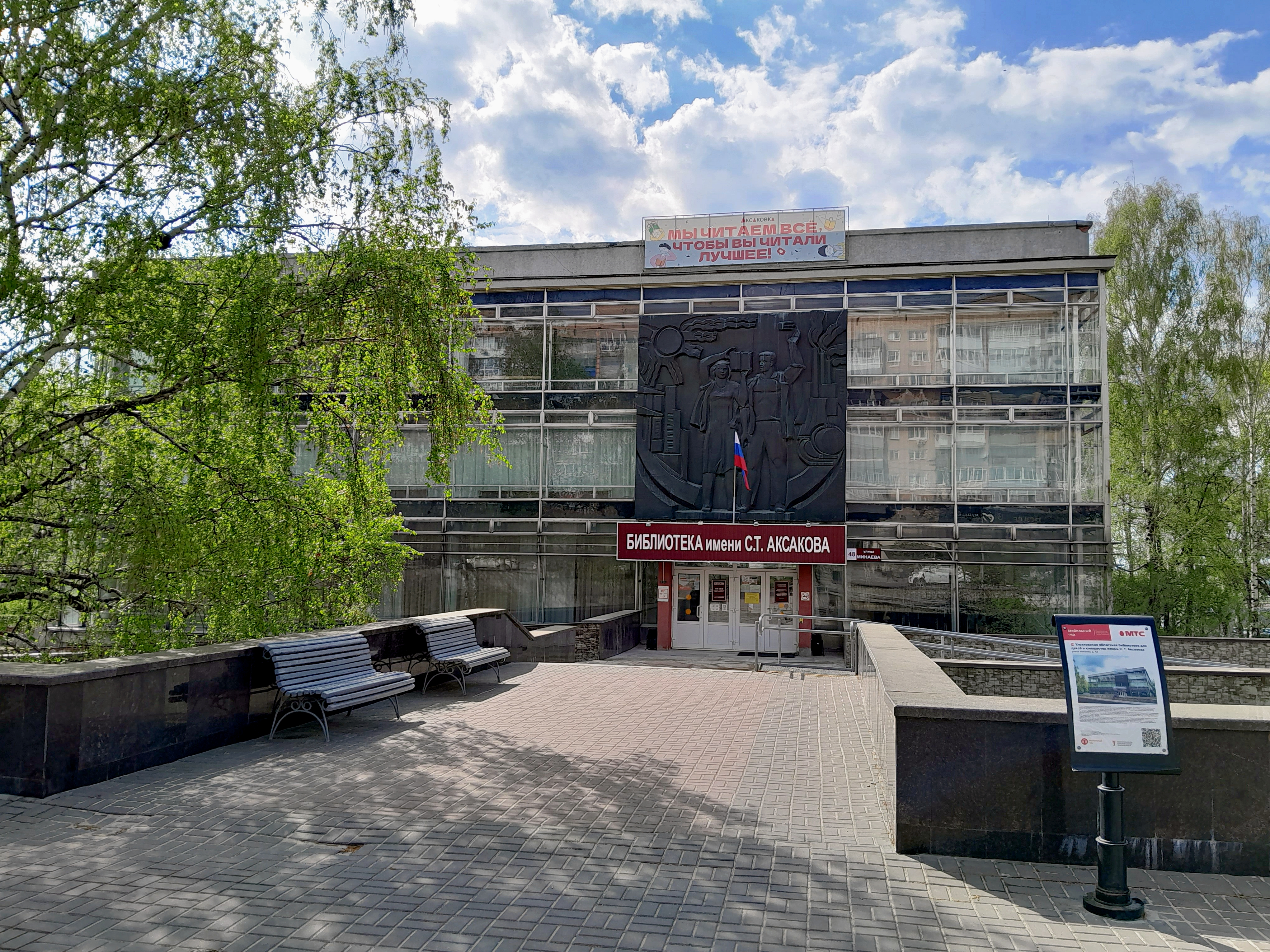
Областная библиотека для детей и юношества.

1 сентября 1913 года — при Симбирской народной библиотеке имени И. А. Гончарова была открыта Детская читальня. Затем преобразована в Губернскую центральную детскую библиотеку.

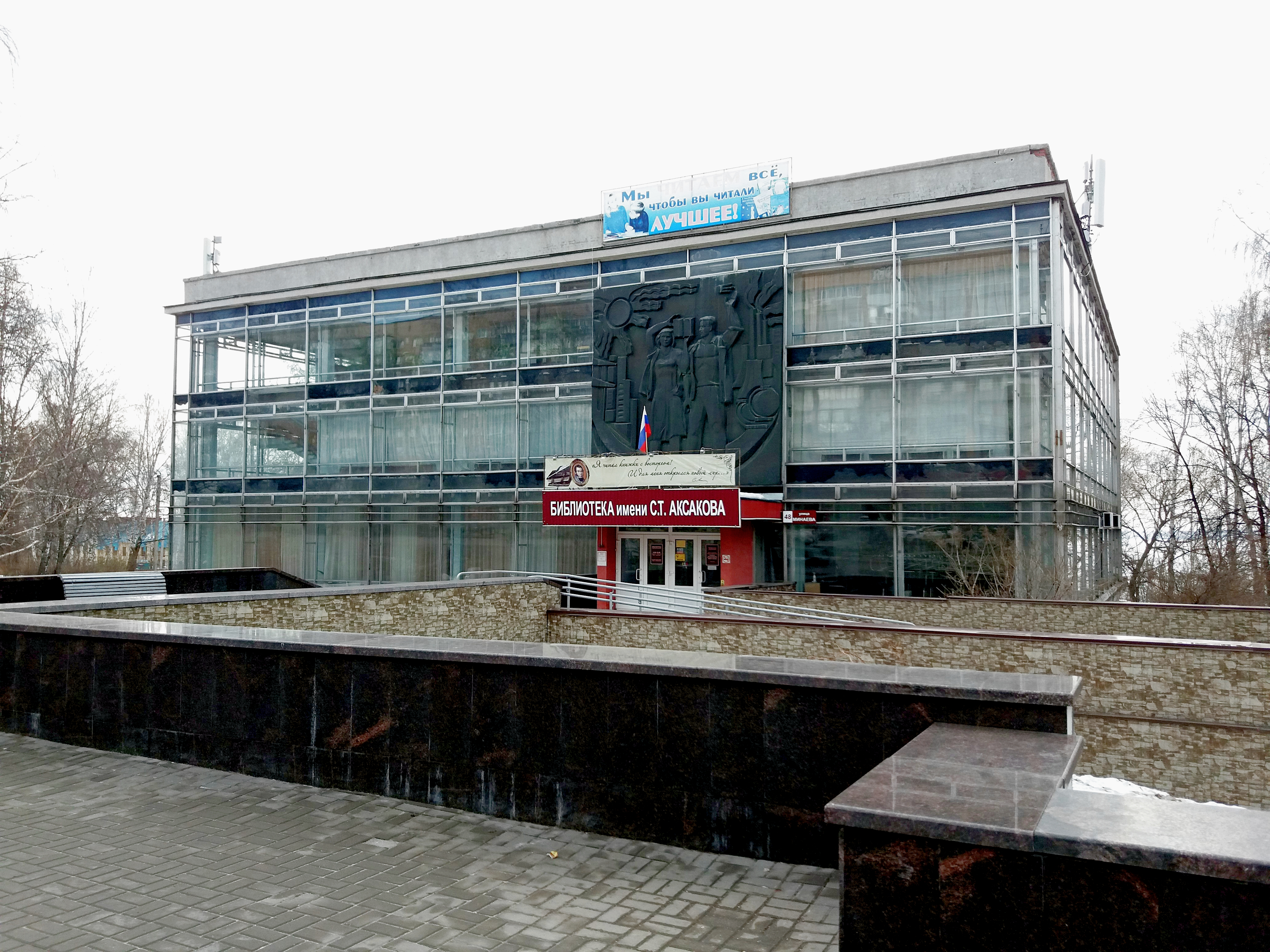
Детская областная библиотека.

С осени 1924 года до 1956 года — детская библиотека была в составе Дворца книги имени В. И. Ленина, как детское отделение. 1 августа 1956 года на базе этого отделения была открыта региональная библиотека для детей. 
Летом 1957 года библиотека переехала в собственный двухэтажный дом, находившийся на улице Ульянова (ранее называлась Стрелецкой), где в 1871—1875 гг. жила семья Ульяновых, ныне Квартира-музей семьи Ульяновых, а 4 августа библиотека была торжественно открыта.
1 ноября 1957 года было присвоено имя В. И. Ленина. В это время фонд библиотеки насчитывал более 37000 книг, в год её посещало более 4000 читателей.
В апреле 1967 года детская библиотека, ввиду строительства Ленинского мемориала, переехала во временное помещение в «Рабочем городке» по улице Карла Маркса, дом № 4 — в одно из немногих сохранившихся зданий Спасского женского монастыря.
1 марта 1970 года на улице Минаева было торжественно открыто новое здание для Областной детской библиотеки.
В 1993 году состоялось преобразование библиотеки в Областную библиотеку для детей и юношества.
9 ноября 2007 года распоряжением Правительства Ульяновской области за № 697 библиотеке было присвоено имя Сергея Тимофеевича Аксакова.

## Современность
Библиотека имени С. Т. Аксакова — самая большая библиотека для детей в области. Здание учреждения имеет общую площадь 4 000 м². В фонд библиотеки входит свыше 216 000 единиц хранения.
С 2003 года ежегодно проходит областной конкурс юных дарований «Аленький цветочек».

## Директора библиотеки
- Бороденко Мария Ивановна, 1956—1974.
- Захарова Лия Михайловна, 1974—1986.
- Костина Александра Павловна, 1986—1997.
- Кильдюшёва Светлана Александровна, 1997—2006.
- Кичина Татьяна Евгеньевна с 2007 года[6].

## Галерея

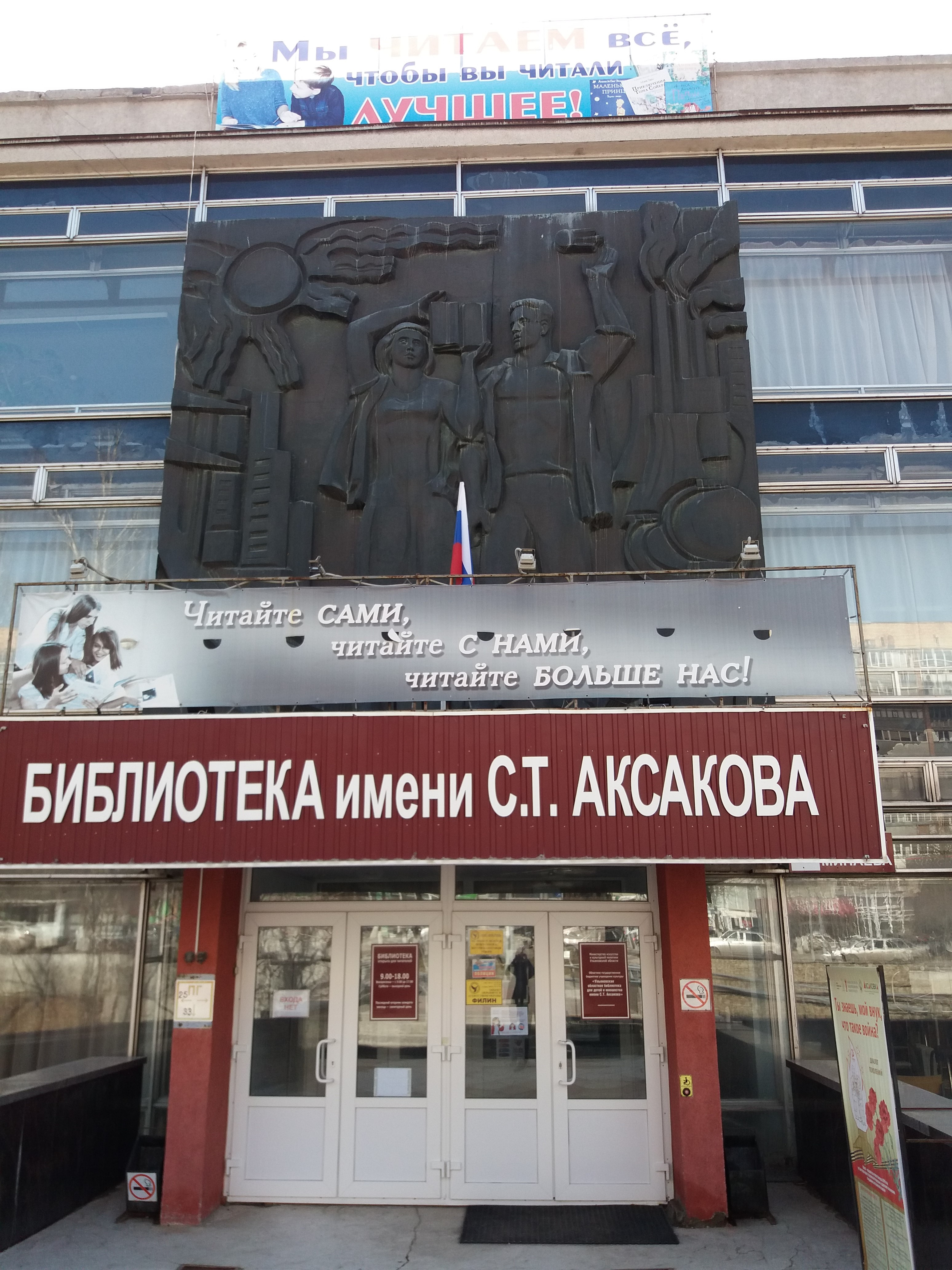
Библиотека имени С. Т. Аксакова.
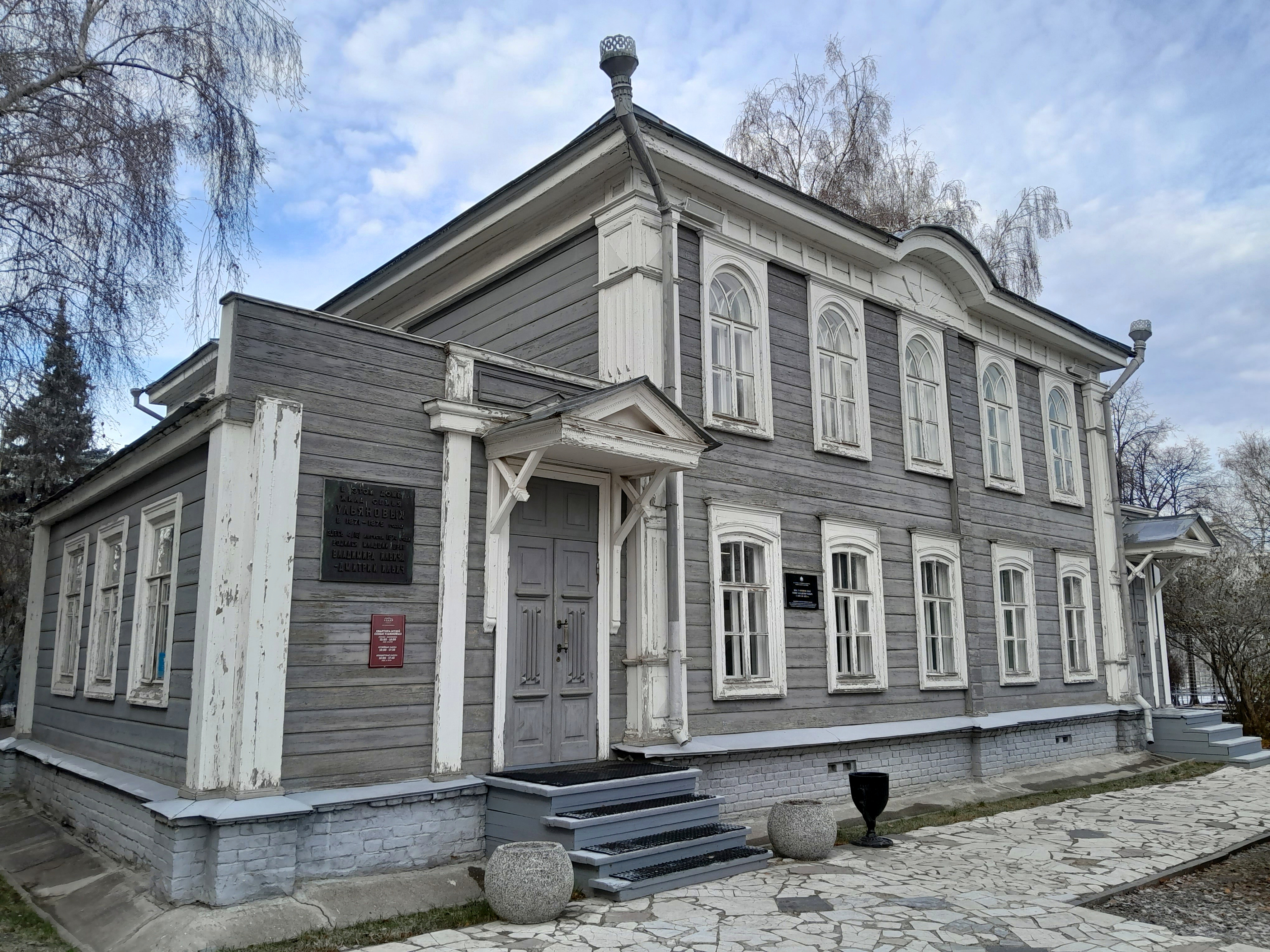
Дом Жарковой, где семья Ульяновых проживала в 1871-1875 гг. и где с 1957 по 1967 год находилась библиотека.
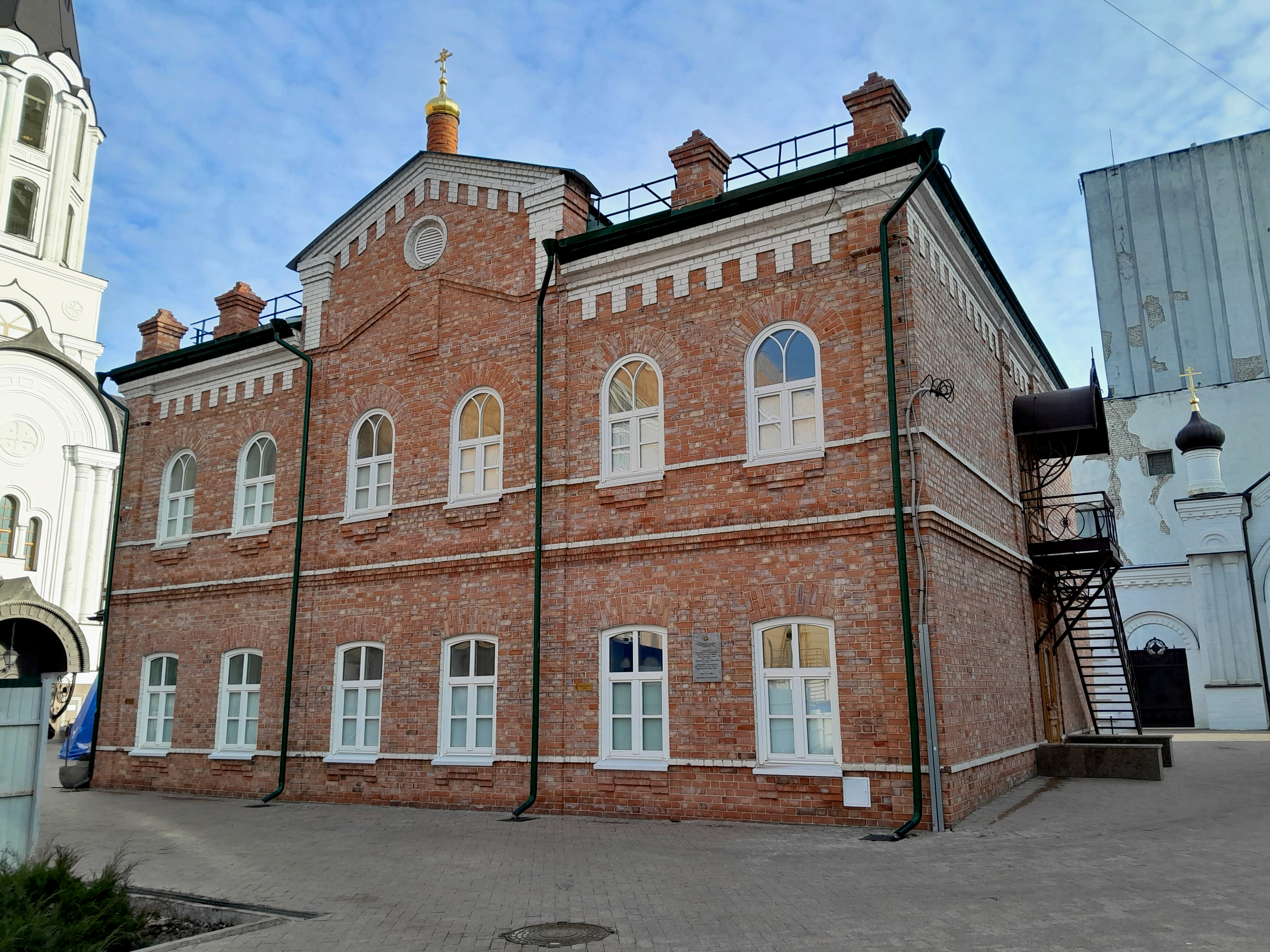
Спасский женский монастырь. Кельи Игуменьи, ул. Карла Маркса 4, где с 1967 по 1970 год находилась библиотека.

## Библиотека в филателии
Министерство связи СССР выпустило Художественные маркированные конверты:
- ХМК СССР, 1975 г. Ульяновск. Областная детская библиотека им. В. И. Ленина.
- ХМК СССР, 1977 г. Ульяновск. Областная детская библиотека им. В. И. Ленина.
- ХМК СССР, 1981. Ульяновск. Детская библиотека им. Ленина.

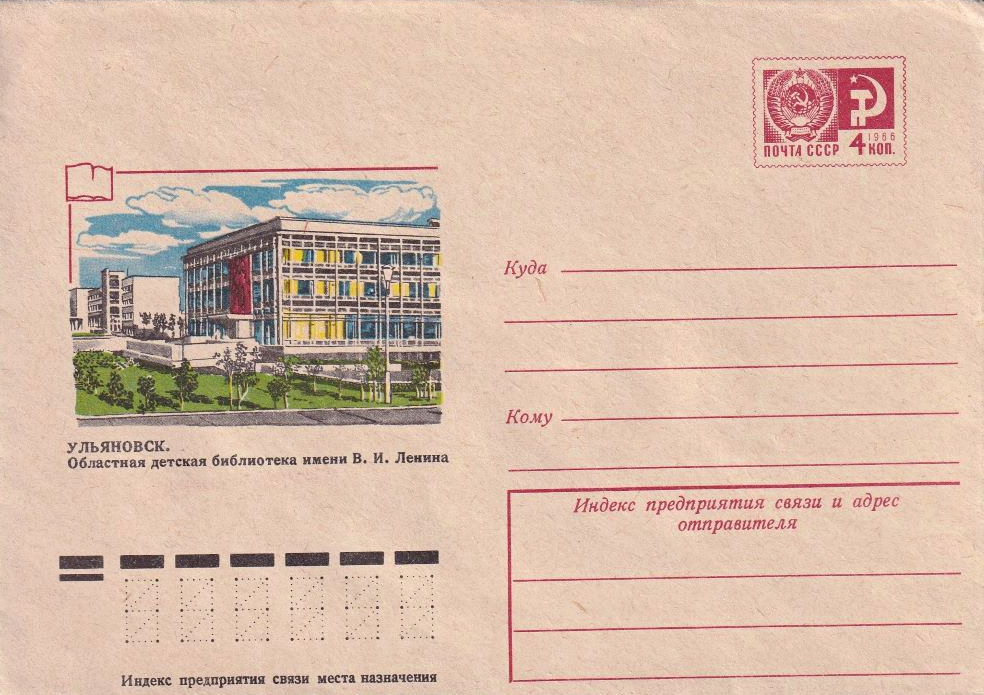
ХМК СССР, 1975 г. Ульяновск. Областная детская библиотека им. В.И. Ленина.
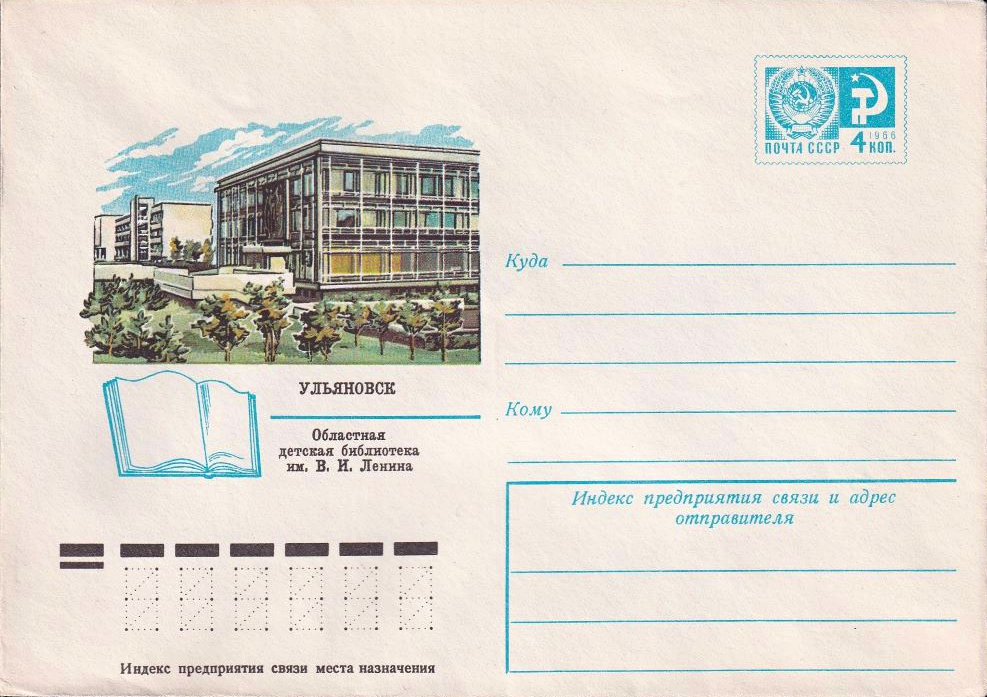
ХМК СССР, 1977 г. Ульяновск. Областная детская библиотека им. В. И. Ленина.
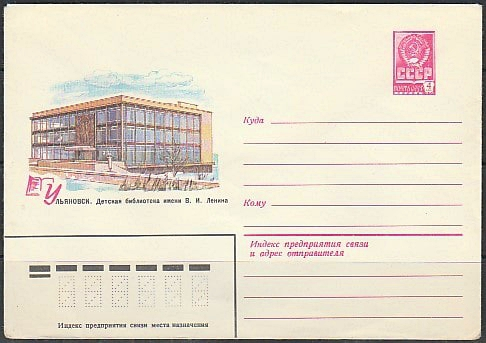
ХМК СССР, 1981. Ульяновск. Детская библиотека им. Ленина.
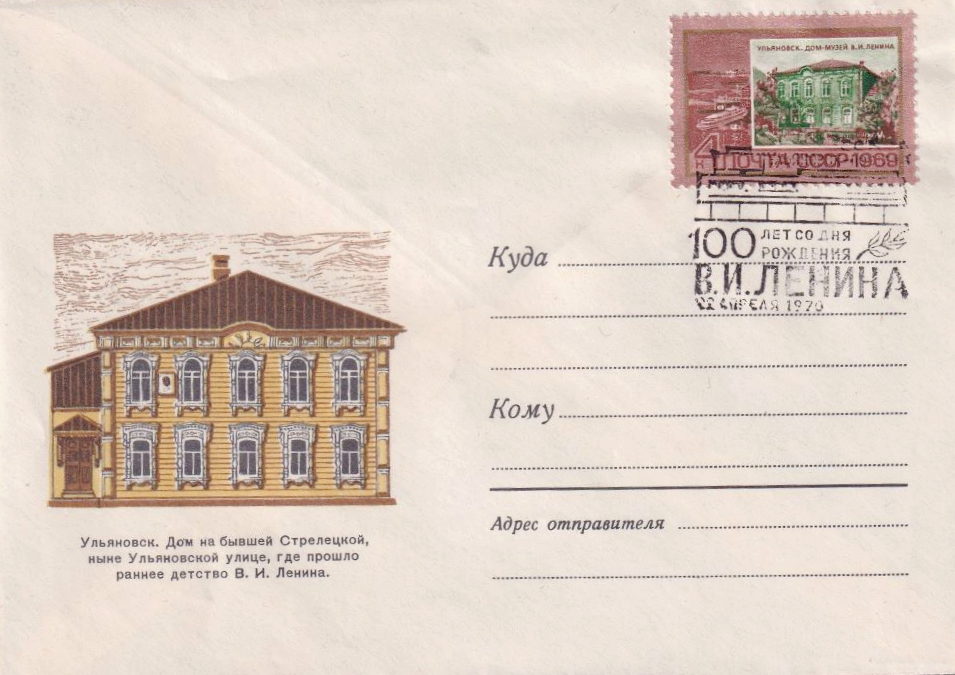
ХМК СССР, 1970 г. Ульяновск, Дом, где прошло детство В. Ленина. В нём с 1957 по 1967 год располагалась библиотека.